# Maoismus
Maoismus (Mao Ce-tungovo učení) je varianta marxismu prosazovaná čínským vůdcem Mao Ce-tungem.
V Čínské lidové republice je tato ideologie stále oficiální součástí doktríny Komunistické strany Číny, ačkoli od roku 1978, kdy Teng Siao-pching začal provádět ekonomické reformy, byla role Maovy původní ideologie značně změněna a omezena. Mimo ČLR je pojem maoismus používán převážně k označení stoupenců Mao Ce-tunga či jeho pojetí socialismu. V 60. a 70. letech výrazně ovlivnil studentské hnutí v západní Evropě, kde někteří maoisté přistoupili k taktice terorismu. Tehdy byl svět zaplaven malou rudou knížečkou „Citáty velkého Maa“, a to ve všech jazycích, i v češtině. Zadarmo ji ilegálně rozdávali čínští diplomatičtí pracovníci. Ukázky citátů:
- „Dělnická třída socialistických zemí změšťáčtěla a ztratila svůj revoluční charakter.“
- „Sytý člověk nemůže být revolucionář.“
- „Čím víc se člověk učí, tím se stává hloupějším.“
- „Každý komunista si musí uvědomit, že veškerá moc pochází z pušky.“

Existuje řada maoistických politických stran, ačkoli po Maově smrti jich většina zanikla či se k jeho politice přestala otevřeně hlásit.
V poslední době se maoismus vyskytuje v nové formě tzv. Maoism-Third Worldism, považující se za revoluční vědu dneška. Od května 2008 jsou stoupenci maoismu (Komunistická strana Nepálu) většinovou vládní stranou Nepálu.

## Vývoj Mao Ce-tungova myšlení
Myšlení Mao Ce-tunga lze rozdělit do pěti hlavních období: počáteční marxistické období od roku 1920 do 1926; formativní maoistické období mezi lety 1927–1935; pozdní maoistické období v letech 1935–1940; období občanské války z let 1940–1949; a období po roce 1949 po revolučním vítězství.
V počátečním marxistickém období (1920–1926) Mao Ce-tung nevěřil, že by nástrojem k odklonu od kapitalismu a přechodu na komunismus bylo samotné vzdělání, a to hned z několika důvodů: vládci by měli být svrženi prostým lidem; poptávka po komunismu ze strany proletářské třídy stále stoupá; a kapitalisté by se sami z vlastní vůle měli přiklonit ke komunismu. Tyto důvody nepředkládají socioekonomická vysvětlení, na nichž je vystavěno jádro marxistické ideologie.
V následujícím formativním maoistickém období (1927–1935) se Mao Ce-tung straní marxistickým myšlenkám a ve své literatuře je používá už jen minimálně. Ve svých spisech nedokázal zcela objasnit, co myslel „marxistickou metodou politické a třídní analýzy“.
Starší maoistické období (1935–1940) bylo pomyslným Mao Ce-tungovým intelektuálním vrcholem. Jeho myšlenkový posun je zmapován v jeho brožuře Strategic Problems of China's Revolutionary War (prosinec roku 1936). Mao se postupně odklání od sovětského modelu, neboť nebyl automaticky použitelný pro Čínu. Ta kvůli spletitým historickým okolnostem vyžadovala svou jedinečnou a odpovídající aplikaci marxistické teorie, která by se tak musela odklonit od sovětského přístupu.
Mezi lety 1940–1949, tedy během probíhající občanské války, se Mao Ce-tung plně soustředil na revoluci a marxistickým myšlenkám věnoval jen malou pozornost. V jádru své teorie, souvisejícím s hnutím Cheng Feng z roku 1942, shrnuje vztah mezi marxistickou teorií a čínskou praxí: „Cílem je čínská revoluce, šípem je marxismus-leninismus. Čínští komunisté hledají tento šíp pouze k zasažení cíle čínské revoluce a revoluce východu.“ Mao se dříve zajímal o dichotomii mezi znalostmi a činy, do popředí jeho zájmu se nyní dostává dogmatismus (lpění na abstraktní teorii) a empiricismus (získávání poznání díky zkušenostem).
Po vítězství v roce 1949 Mao v eseji On Contradiction z roku 1951 revidoval teorii, aby ji spojil s novou praxí dle socialistické konstrukce. 